# بونيودكور
نادي بونيودكور لكرة القدم  (بالأوزبكية: Bunyodkor futbol klubi)‏‎ هو فريق كرة قدم أوزبكي من العاصمة طشقند.
حصل النادي على المركز الثاني في بطولة الدوري الأوزبكي في عام 2007. وكان النادي قد أعلن في شهر أغسطس من عام 2008 عن تغيير اسم النادي من كوروتشي إلى الاسم الجديد بونيودكور.

## التاريخ
باندياكور (بالروسية: Бунёдкор) وتعني (المبدع، المنشئ). نشأ في 6 يوليو من عام 2005 تحت مسمى خورفتشي (باللغة الأوزبكية (الصانع)). ولعب أولى مبارياته الرسمية من دوري منطقة طشقند والذي تأهل من خلاله إلى دوري الدرجة الأولى (والذي يصنف ثانيا في الدوري العام) في عام 2005، ليلعب موسم 2006 ويتصدر دوري الدرجة الأولى في أول مشاركة له. ويتأهل من خلاله لدوري الدرجة الممتازة الأوزبكي لموسم 2007-2008. ومن خلال هذه المشاركة احتل المرتبة الأولى بقيادة مدربه حكمت ارقاشيفا للدوري الممتاز 2008.

## بطولات
- دوري أوزبكستان لكرة القدم 2008 (المركز الأول)
- كأس أوزبكستان 2008 (المركز الأول)

## اللاعبين
| الرقم |            | المركز | اللاعب             |
| ----- | ---------- | ------ | ------------------ |
| 1     | أوزبكستان  | حارس   | اوليج بيلكوف       |
| 2     | أوزبكستان  | مدافع  | باختور أشرمتوف     |
| 3     | تركمانستان | مدافع  | جوشجالي جوشجاليوف  |
| 4     | أوزبكستان  | مدافع  | خيرالله كريموف     |
| 5     | البرازيل   | مدافع  | لويزاو             |
| 6     | أوزبكستان  | مدافع  | ابراهيمجون رحيموف  |
| 7     | أوزبكستان  | وسط    | انفار رخيموف       |
| 8     | البرازيل   | مدافع  | اديسون راموس سيلفا |
| 9     | أوزبكستان  | مهاجم  | شفقت سليموف        |
| 10    | البرازيل   | مهاجم  | ريفالدو            |
| 11    | أوزبكستان  | وسط    | أوليغبك باكاييف    |
| 12    | أوزبكستان  | حارس   | مارتجون زكروف      |
| 13    | أوزبكستان  | مدافع  | اليكسندر خفستيونوف |
| 14    | أوزبكستان  | مدافع  | شفقت ريمكلوف       |
| 15    | أوزبكستان  | مهاجم  | ميرزيز جلالوف      |

| الرقم |           | المركز | اللاعب              |
| ----- | --------- | ------ | ------------------- |
| 16    | أوزبكستان | مهاجم  | انفار رجبوف         |
| 17    | تشيلي     | مهاجم  | خوسيه لويس فيلانوفا |
| 18    | أوزبكستان | وسط    | تيمور كابادزه       |
| 19    | أوزبكستان | وسط    | جاسر حسانوف         |
| 20    | أوزبكستان | مهاجم  | آنفارجون سولييف     |
| 22    | أوزبكستان | وسط    | فيكتور كاربينكو     |
| 23    | أوزبكستان | مدافع  | سخوب جوريف          |
| 24    | أوزبكستان | مهاجم  | بهودير بردييف       |
| 25    | أوزبكستان | حارس   | بافل بوغالو         |
| 27    | أوزبكستان | وسط    | انفار رخيموف        |
| 28    | أوزبكستان | مدافع  | اليكسي نيكولاييف    |
| 29    | البرازيل  | وسط    | فيكتور جواو         |
| 30    | أوزبكستان | وسط    | سيرفر جيباروف       |